# Gunter Berger (Schauspieler)
Gunter Berger (* 25. August 1943 in Boppard; † 13. Mai 2015 in Berlin) war ein deutscher Theater- und Filmschauspieler.

## Leben
Seine schauspielerische Ausbildung absolvierte Berger in der Zeit zwischen 1966 und 1969 an der Akademie für Musik und darstellende Kunst, dem Mozarteum, in Salzburg. 1969, direkt im Anschluss an seine Ausbildung, wechselte er an das Schillertheater in Berlin, um hauptsächlich klassische Rollen zu spielen. Sein Engagement am Schillertheater dauerte acht Jahre, bevor er 1977 an die Berliner Schaubühne (zunächst Schaubühne am Halleschen Ufer, später Schaubühne am Lehniner Platz) wechselte. Parallel dazu begann er schon im Jahr 1973 in der Serie Okay S.I.R. auch im Fernsehen schauspielerisch tätig zu werden. Seit dieser Zeit war er sowohl auf Theaterbühnen als auch im Kino und Fernsehen zu sehen. Sein Leinwanddebüt gab Berger in Roland Klicks Kinofilm Lieb Vaterland, magst ruhig sein (1975). 
Berger lebte in Berlin und starb am 13. Mai 2015 nach kurzer schwerer Krankheit.

## Filmografie (Auswahl)

### Kino
- 1975: Lieb Vaterland, magst ruhig sein
- 1980: Fabian
- 1981: Don Quichottes Kinder
- 1982: Der Steinerne Fluß
- 1988: A.D.A.M.
- 1990: Der doppelte Nötzli
- 1992: Alles Lüge

### Fernsehserien und -reihen
- 1974: Okay S.I.R. – Die Laus im Pelz
- 1978: Ein Mann will nach oben
- 1978/1979: Café Wernicke
- 1981: Die Laurents – Geschichte einer Hugenottenfamilie – Folge 1 von 10
- 1983: Kommissariat 9 – Guter Rat ist teuer
- 1987: Ein Fall für zwei – Tatzeit
- 1987: Hals über Kopf (2 Folgen)
- 1989: Auf Achse
- 1989–1991: Wie gut, daß es Maria gibt
- 1991: Tatort: Tod im Häcksler
- 1991: Unser Lehrer Doktor Specht
- 1992–1993: Freunde fürs Leben, 26 Episoden (Staffeln 1 und 2)
- 1993: Glückliche Reise – Sun City
- 1994–2000: Der Havelkaiser
- 1996: Klinik unter Palmen
- 1998: Edgar Wallace: Die unheimlichen Briefe
- 1998: Whiteface
- 2000: Tatort: Das letzte Rodeo
- 2000: Die Wache
- 2000: Weißblaue Geschichten
- 2000, 2007: Das Traumschiff (Fernsehserie)
- 2001: SOKO Kitzbühel
- 2002: Edgar Wallace, 2. Staffel, Episoden 4 bis 8 als Inspektor Higgins
- 2003: Die Kommissarin
- 2006: Adelheid und ihre Mörder
- 2006: Rose unter Dornen
- 2010: Pfarrer Braun: Kur mit Schatten
- 2011: Das Traumhotel – Vietnam
- 2012: Kreuzfahrt ins Glück – Jersey

### Fernsehfilme
- 1993: Im Teufelskreis
- 1994: Der Neger Weiß
- 1996: Atemlos durch die Nacht
- 1999: Ich liebe meine Familie, ehrlich
- 2001: Marga Engel schlägt zurück
- 2002: Edgar Wallace – Das Haus der toten Augen
- 2002: Marga Engel kocht vor Wut
- 2002: Ein Sack voll Geld
- 2002: Die Rosenkrieger
- 2004: Eine zweimalige Frau
- 2004: Marga Engel gibt nicht auf
- 2004: Judith Kemp
- 2008: Rosamunde Pilcher – Gezeiten der Liebe
- 2009: Ein Strauß voll Glück

## Hörspiele
- 1990: Paul Hengge: Ein Pflichtmandat – Regie: Robert Matejka (Hörspiel – RIAS Berlin)